# Brian Orser
Brian Ernest Orser (ur. 18 grudnia 1961 w Belleville) – kanadyjski trener łyżwiarstwa figurowego, a wcześniej łyżwiarz figurowy, startujący w konkurencji solistów. Dwukrotny wicemistrz olimpijski (1984, 1988), mistrz świata (1987) oraz 8-krotny mistrz Kanady (1981-1988). 
13 lutego 1988 roku Orser był chorążym reprezentacji Kanady na Zimowych Igrzyskach Olimpijskich 1988 w Calgary.
Po zakończeniu kariery amatorskiej w 1988 roku występował w rewiach łyżwiarskich m.in. Stars On Ice do 2007 roku, a następnie został trenerem łyżwiarstwa. Od 2006 roku jest jednym z głównych trenerów w klubie Toronto Cricket, Skating and Curling Club.
Jako trener doprowadził do złotego medalu olimpijskiego Koreankę Kim Yu-nę (2010) oraz Japończyka Yuzuru Hanyū (2014, 2018) oraz trenował m.in. Hiszpana Javiera Fernándeza dwukrotnego mistrza świata i zdobywcę brązowego medalu olimpijskiego (2018).

## Życiorys

### Kariera łyżwiarska
Brian Orser został po raz pierwszy Mistrzem Kanady w 1977 roku w klasie Novice, w 1979 roku w klasie juniorów. Był ośmiokrotnym Mistrzem Kanady w klasie seniorów.
W roku 1983 zdobył brązowy medal na Mistrzostwach Świata.
W roku 1984 podczas Olimpiady w Sarajewie jako pierwszy łyżwiarz wykonał podczas programu dowolnego potrójnego Axla, dzięki czemu zyskał przydomek "Mr. Triple Axel" - "Pan Potrójny Axel". Zdobył srebrny medal plasując się za Scottem Hamiltonem.
Podczas ceremonii otwarcia Igrzysk Olimpijskich w Calgary, Alberta, w 1988 roku, Brian Orser niósł flagę Kanady.

#### Bitwa Brianów
Na Olimpiadzie rozegrała się walka "bitwa Brianów", jak nieformalnie współzawodnictwo pomiędzy Brianem Orserem a Amerykaninem Brianem Boitano. Współzawodnictwo rozegrało się na trzech etapach: figurach obowiązkowych, podczas programu krótkiego i programu dowolnego. Po figurach obowiązkowych Boitano był przed Orserem, lecz Orser wygrał z nim program krótki. Różnica między zawodnikami była tak niewielka, że dopiero program długi zadecydował o zwycięstwie. Zarówno program Boitano jak i Orsera miały militarny charakter.
Występ do muzyki "Napoleon", w którym Boitano prezentował pięć etapów w życiu żołnierza, był wykonany bezbłędnie technicznie i zawierał osiem potrójnych skoków, w tym dwa potrójne Axle. W pozycji monda Boitano jechał 10 sekund.
Uzyskał następujące noty:
| Boitano              | RFN | USA | DEN | ZSRR | SUI | JPN | NRD | CAN | CZE |
| -------------------- | --- | --- | --- | ---- | --- | --- | --- | --- | --- |
| Zawartość techniczna | 5.8 | 5.9 | 5.9 | 5.9  | 5.9 | 5.8 | 5.8 | 5.8 | 5.9 |
| Wrażenie artystyczne | 5.8 | 5.9 | 5.7 | 5.8  | 5.8 | 5.9 | 5.8 | 5.8 | 5.9 |
| Miejsce              | 2   | 1   | 1   | 1    | 1   | 1   | 2   | 2   | 2   |

Orser jechał do muzyki "Dance of the Carter" i "Dance of Kozelkov and His Friends" z baletu Dmitrija Szostakowicza. Wykonał siedem potrójnych skoków w tym jednego potrójnego Axla. Otrzymał następujące noty.
| Orser                | RFN | USA | DEN | ZSRR | SUI | JPN | NRD | CAN | CZE |
| -------------------- | --- | --- | --- | ---- | --- | --- | --- | --- | --- |
| Wartość techniczna   | 5.8 | 5.8 | 5.8 | 5.8  | 5.8 | 5.8 | 5.8 | 5.8 | 5.9 |
| Wrażenie artystyczne | 5.9 | 5.9 | 5.8 | 5.8  | 5.9 | 5.8 | 5.9 | 5.9 | 6.0 |
| Miejsce              | 1   | 2   | 2   | 2    | 2   | 2   | 1   | 1   | 1   |

Ostatecznie Boitano zdobył złoty medal, Orser srebrny.

### Kariera trenerska

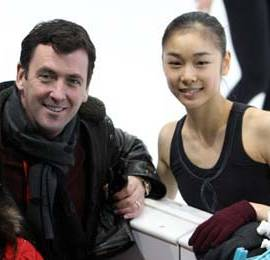
Brian Orser i Kim Yu-na (2007)

Brian Orser pracuje jako trener w Toronto Cricket, Skating and Curling Club w Toronto, gdzie współpracuje z Tracy Wilson i Ghislainem Briandem.
Do jego obecnych podopiecznych należą między innymi:
- Jason Brown
- Joseph Phan
- Jekatierina Kurakowa[8]
- Conrad Orzel
- Rika Kihira[9]

Do jego byłych podopiecznych należą między innymi:
- Cha Jun-hwan
- Yuzuru Hanyū
- Javier Fernández
- Gabrielle Daleman
- Michaela Du Toit
- Stephen Gogolev
- Elizabet Tursynbajewa
- Fedor Andreev
- Sean Carlow
- Alaine Chartrand
- Phoebe Di Tommaso
- Christina Gao
- Elene Gedewaniszwili
- Joshi Helgesson
- Kim Yu-na
- Rachel Kirkland / Eric Radford
- Kwak Min-jeong
- Sonia Lafuente
- Rylie McCulloch-Casarsa
- Nam Nguyen
- Adam Rippon
- Yun Yea-ji
- Jewgienija Miedwiediewa

## Osiągnięcia
| Zawody                                | 76–77          | 77–78          | 78–79          | 79–80          | 80–81          | 81–82          | 82–83          | 83–84          | 84–85          | 85–86          | 86–87          | 87–88          |                |                |                |                |                |
| Międzynarodowe                        | Międzynarodowe | Międzynarodowe | Międzynarodowe | Międzynarodowe | Międzynarodowe | Międzynarodowe | Międzynarodowe | Międzynarodowe | Międzynarodowe | Międzynarodowe | Międzynarodowe | Międzynarodowe | Międzynarodowe | Międzynarodowe | Międzynarodowe | Międzynarodowe | Międzynarodowe |
| ------------------------------------- | -------------- | -------------- | -------------- | -------------- | -------------- | -------------- | -------------- | -------------- | -------------- | -------------- | -------------- | -------------- | -------------- | -------------- | -------------- | -------------- | -------------- |
| Igrzyska olimpijskie                  |                |                |                |                |                |                |                | 2              |                |                |                | 2              |                |                |                |                |                |
| Mistrzostwa świata                    |                |                |                |                | 6              | 4              | 3              | 2              | 2              | 2              | 1              | 2              |                |                |                |                |                |
| Nebelhorn Trophy                      |                |                |                |                | 2              |                |                |                |                |                |                |                |                |                |                |                |                |
| NHK Trophy                            |                |                |                |                |                |                |                |                | 2              | 2              |                |                |                |                |                |                |                |
| Novarat Trophy                        |                |                |                |                |                |                |                |                |                |                | 1              |                |                |                |                |                |                |
| Skate Canada International            |                |                |                |                | 6              | 2              | 2              | 1              | 1              |                |                | 1              |                |                |                |                |                |
| St. Ivel International                |                |                |                |                |                | 1              | 1              |                |                | 1              |                |                |                |                |                |                |                |
| Grand Prix International St. Gervais  |                |                |                |                | 1              |                |                |                |                |                |                |                |                |                |                |                |                |
| Vienna Cup                            |                |                |                | 3              |                |                |                |                |                |                |                |                |                |                |                |                |                |
| Ennia Challenge Cup                   |                |                |                |                |                |                |                | 1              |                |                |                |                |                |                |                |                |                |
| Międzynarodowe: Kategorie młodzieżowe |                |                |                |                |                |                |                |                |                |                |                |                |                |                |                |                |                |
| Mistrzostwa świata juniorów           |                | 4              |                |                |                |                |                |                |                |                |                |                |                |                |                |                |                |
| Krajowe                               |                |                |                |                |                |                |                |                |                |                |                |                |                |                |                |                |                |
| Mistrzostwa Kanady                    | 1 N            | 3 J            | 1 J            | 4              | 1              | 1              | 1              | 1              | 1              | 1              | 1              | 1              |                |                |                |                |                |

## Nagrody i odznaczenia
- Światowa Galeria Sławy Łyżwiarstwa Figurowego – 2009[13]
- Canadian Olympic Hall of Fame – 1995
- Nagroda Emmy w kategorii Wybitny występ związany z muzyką klasyczną lub tańcem za występ Carmen on Ice – 1990[14]
- Canadian Sports Hall of Fame – 1989
- Order Kanady – Oficer (Officer) – 1988[4]
- Order Kanady – Członek (Member) – 1985[4]